# Fórcis (satélite)
Fórcis, oficicialmente (65849) Ceto I Fórcis), é um satélite natural que orbita o corpo celeste denominado de Ceto. Foi descoberto no dia 11 de abril de 2006 por K. S. Noll, H. F. Levison, W. M. Grundy e D. S. Stephens usando o Telescópio Espacial Hubble. Fórcis tem um diâmetro de 134 km, mais de três quartos do tamanho de seu primário Ceto que mede 172; Os objetos transnetunianos Ceto e Fórcis formam um sistema binário.

## Nome
Este corpo celeste recebeu o nome em homenagem ao deus da mitologia grega, Fórcis, filho de Ponto, Titã do Mar e de Gaia, a Mãe Terra. O seu companheiro, 65489 Ceto, recebeu o nome da deua Ceto, também filha de Ponto e irmã de Ceto, que também foi a esposa de Fórcis.